# XI Legislatura Espanyola

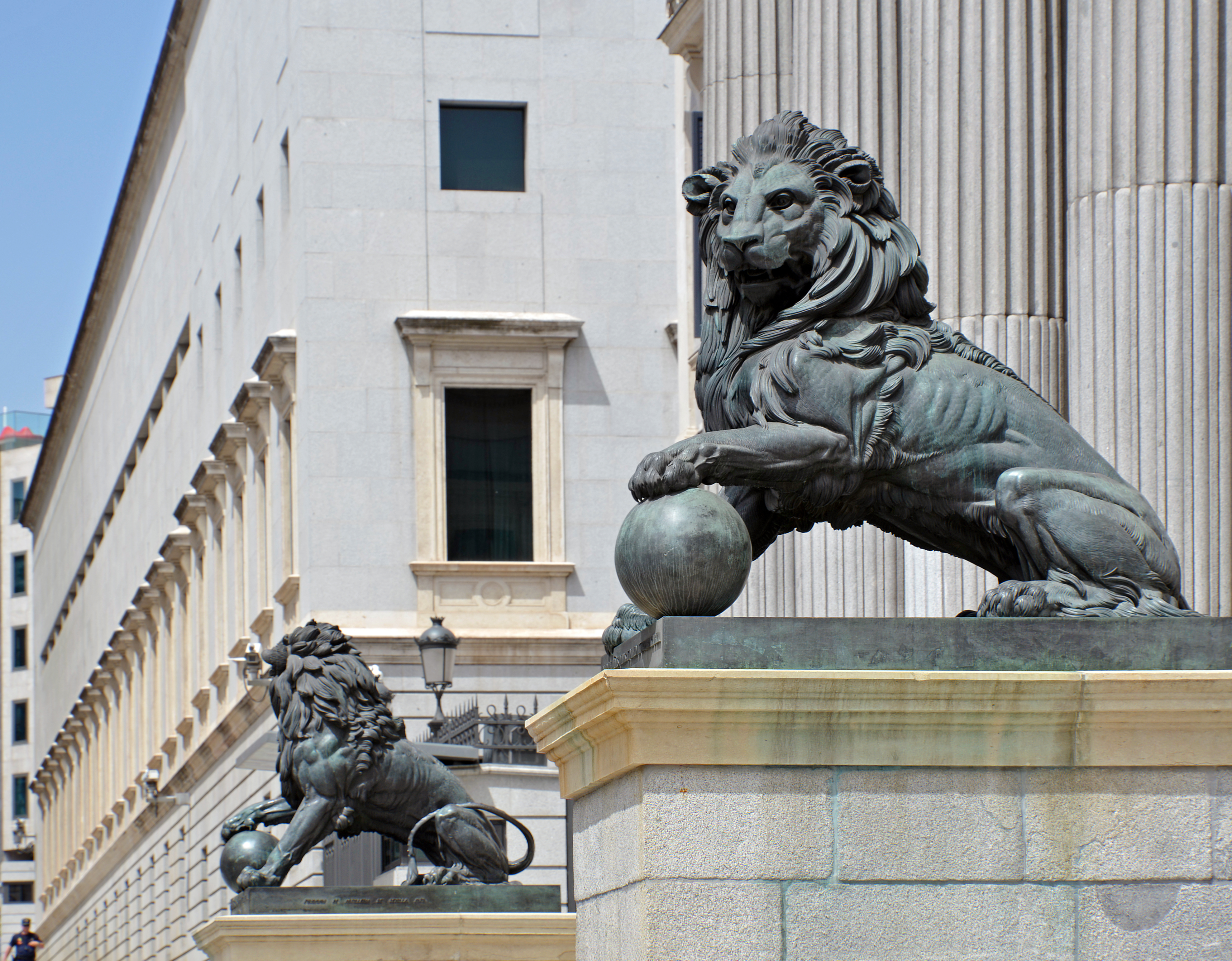
Lleons del Palau de les Corts, seu del Congrés dels Diputats.

La XI Legislatura d'Espanya va començar el 13 de gener de 2016 quan, després de la celebració de les eleccions generals, es van constituir les noves Corts Generals.

## Inici de la legislatura

### Escenari postelectoral

Escons electes al Congrés dels Diputats per llista electoral.

Les eleccions generals de desembre de 2015 van dibuixar un escenari en el qual cap dels grans blocs polítics tenia els escons necessaris per formar govern. En el Partit Popular (123 escons), una hipotètica suma dels seus escons amb els de Ciutadans (40 escons) no eren suficients per donar la majoria simple que garantís la investidura de Mariano Rajoy en segona ronda. Per això, el PP va proposar la cerca d'un pacte amb el Partit Socialista Obrer Español (90 escons) perquè s'abstinguessin en segona volta i, d'aquesta manera, deixessin governar a la llista més votada. No obstant això, el PSOE es va desmarcar d'aquesta possibilitat en decidir la seva direcció, per unanimitat, que no recolzarien la investidura de Rajoy com a president del govern, encara que comprenien que el PP intentés formar govern, ja que era el partit més votat. Al mateix temps, els socialistes van evitar pronunciar-se, en un primer moment, sobre la formació d'un govern alternatiu d'esquerres que inclogués Podem i les seves coalicions a nivell autonòmic (69 escons). La mateixa nit de les eleccions, el partit de Pablo Iglesias va fixar una sèrie de condicions que qualsevol partit interessat a arribar a un acord amb ells hauria d'acceptar: el blindatge dels drets socials en la Constitució, una reforma del sistema electoral, la introducció d'una moció de confiança ciutadana en cas d'incompliment del programa electoral i la consideració d'Espanya com a país plurinacional, en un encaix constitucional diferent que inclogués un referèndum sobre la independència de Catalunya. Per la seva banda, el líder de Ciutadans (40 escons) va assegurar que el seu partit s'abstindria per facilitar un govern en minoria del PP i va instar el PSOE a fer el mateix i evitar governs multipartits.
El 23 de desembre, Mariano Rajoy va iniciar la ronda de contactes amb Pedro Sánchez en el Palau de la Moncloa. El líder del PSOE li va comunicar que el seu partit no donaria suport a «la continuïtat del PP ni la de Mariano Rajoy al capdavant del Govern». Sánchez va assegurar que la repetició de les eleccions seria l'última de les opcions i que el PSOE intentaria presidir el Congrés. En aquesta línia, Sánchez va rebutjar un pacte a tres bandes amb el PP i Ciutadans, però es va oferir a liderar les negociacions amb totes les forces polítiques, iniciant converses telefòniques amb Pablo Iglesias i Albert Rivera. Tanmateix, els contactes amb Podem començaven l'endemà passat que aquest partit hagués desautoritzat Pedro Sánchez com a candidat a la presidència del govern, suggerint en el seu lloc un president independent amb un perfil tècnic. Aquest rebuig al lideratge de Sánchez no venia solament des de Podem: els anomenats barons del PSOE (això és, els seus líders territorials) eren contraris a pactar amb el partit d'Iglesias i volien establir les línies vermelles de les aliances amb altres partits, traient així poder de decisió a Pedro Sánchez. En aquest sentit, la presidenta andalusa, Susana Díaz, va advertir Sánchez que la política d'aliances s'havia d'aprovar en el Comitè Federal del partit. Quan aquest es va celebrar el 28 de desembre, es va acordar que si Podem no renunciava a la seva proposta de celebrar un referèndum a Catalunya, el PSOE ni tan sols iniciaria el diàleg amb ells.
Els líders de Podem i Ciutadans van ser rebuts per Mariano Rajoy en la Moncloa el 28 de desembre. Iglesias va confirmar que no coincidia «en res» amb Rajoy i que estava disposat a impedir un govern del PP. El líder de Ciutadans va reiterar la seva intenció d'abstenir-se per facilitar la formació d'un govern en minoria. L'endemà, Mariano Rajoy va oferir una roda de premsa en la qual va plantejar una gran coalició que sumés més de 200 escons per donar «estabilitat al país i garantir la unitat d'Espanya». Amb la fórmula plantejada, Rajoy seria el president d'aquest govern i el repartiment de vicepresidències i ministeris serien «detalls» que s'haurien de negociar una vegada que s'hagués aconseguit el pacte inicial. Pel que fa a la intenció del PSOE de presidir el Congrés, Rajoy no ho considerava raonable, però a canvi el PP es mostrava disposat a oferir-li al PSOE tres llocs en la Mesa del Congrés (en lloc dels dos que els correspondria) si acceptaven el seu acord de govern.

### Constitució de les Corts Generals
Tant el Congrés dels Diputats com el Senat es van constituir a les deu del matí del dimecres 13 de gener de 2016. Aquest mateix dia també es van designar els membres de les Meses d'ambdues Càmeres, que van quedar de la següent forma:
| Càrrec                 | Titular                | Llista  |
| President              | Patxi López            | PSOE    |
| Vicepresidenta primera | Celia Villalobos       | PP      |
| Vicepresidenta segona  | Micaela Navarro        | PSOE    |
| Vicepresidenta tercera | Gloria Elizo           | Podemos |
| Vicepresidenta quarta  | Rosa Romero            | PP      |
| Secretària primera     | Alicia Sánchez-Camacho | PP      |
| Secretari segon        | Ignacio Prendes        | C’s     |
| Secretària tercera     | Patricia Reyes         | C’s     |
| Secretari quart        | Marcelo Expósito       | En Comú |

| Càrrec               | Titular                   | Llista  |
| President            | Pío García-Escudero       | PP      |
| Vicepresident primer | Pedro Sanz                | PP      |
| Vicepresident segon  | Joan Lerma                | PSOE    |
| Secretari primer     | Luis Aznar                | PP      |
| Secretària segona    | Adela Pedrosa             | PP      |
| Secretari tercer     | Juan Carlos Raffo         | PSOE    |
| Secretària quarta    | María Eugenia Iparragirre | EAJ-PNB |

### Formació dels grups parlamentaris

#### Congrés dels Diputats

Disposició dels grups al Congrés dels Diputats

En la XI legislatura es van presentar davant la Mesa del Congrés un total de vuit peticions de registre de grups parlamentaris. Sis en van ser aprovades: el Grup Parlamentari Popular, el Socialista, el Català (DiL), el Basc (PNB), el de Ciutadans i el de Podem. Aquest últim juntament amb les seves confluències (En Marea, En Comú Podem i Compromís-Podem-És el moment) aspiraven a tenir quatre grups parlamentaris, però, davant la negativa dels altres partits en la Mesa del Congrés, van formar un sol grup compost per Podem, En Marea, En Comú Podem i els diputats de Podem (i la independent) de És El Moment. D'altra banda, els diputats de Compromís van intentar conformar grup propi, però la seva petició va ser denegada i es van integrar en el grup mixt.
Esquerra Republicana de Catalunya havia acollit en el seu grup als diputats d'Esquerra Unida-Unitat Popular i d'Euskal Herria Bildu, però la Mesa del Congrés ho va denegar en considerar un frau de llei que els diputats d'IU-UP abandonessin el grup, tan sols ser constituït, amb l'únic objectiu de cobrar subvencions. Finalment ERC va formar grup propi en solitari i els diputats d'IU-UP i EHB es van integrar en el Grup Parlamentari Mixt.
Els diputats de Coalició Canària, Unió del Poble Navarrés, Fòrum Astúries, Nueva Canarias i Pedro Gómez de la Serna, exclòs del PP per informacions publicades durant la campanya, es van incorporar directament en el Grup Mixt.
| Grup                            | Partits                                                             | Portaveu | Líder | Diputats |
| ------------------------------- | ------------------------------------------------------------------- | --- | --- | -------- |
| Popular al Congrés              | PP: 119                                                             | Rafael Hernando | Mariano Rajoy | 119      |
| Socialista                      | PSOE : 89                                                           | Antonio Hernando | Pedro Sánchez | 89       |
| Podem-En Comú Podem-En Marea    | Podem: 47 En Comú: 12 En Marea: 6                                   | Íñigo Errejón | Pablo Iglesias | 65       |
| Ciutadans                       | C's: 40                                                             | Juan Carlos Girauta | Albert Rivera | 40       |
| Esquerra Republicana            | ERC: 9                                                              | Joan Tardà | Joan Tardà | 9        |
| Català (Democràcia i Llibertat) | Convèrgencia: 7 Demòcrates: 1                                       | Francesc Homs | Francesc Homs | 8        |
| Basc (EAJ-PNB)                  | EAJ-PNB: 6                                                          | Aitor Esteban | Aitor Esteban | 6        |
| Grup Mixt                       | Compromís: 4 UPN: 2 IU-UP: 2 EH Bildu: 2 CC: 1 FAC: 1 NC: 1 Ind.: 1 | Joan Baldoví Carlos Casimiro Salvador Alberto Garzón Onintza Enbeita Ana María Oramas Isidro Manuel Martínez Pedro Quevedo Iturbe Pedro Gómez de la Serna | Joan Baldoví Carlos Casimiro Salvador Alberto Garzón Onintza Enbeita Ana María Oramas Isidro Manuel Martínez Pedro Quevedo Iturbe Pedro Gómez de la Serna | 14       |
| Total                           |                                                                     | | | 350      |

#### Senat
En la XI legislatura es van presentar davant la Mesa del Senat un total de set peticions de registre de grups parlamentaris. Sis en van ser aprovades: el Grup Parlamentari Popular, el Socialista, el Català (DiL), el Basc (PNB), el d'Esquerra Republicana (ERC) i el de Podem. Aquest últim i les seves confluències van registrar dos grups parlamentaris: un integrat per 11 senadors de Podem i un altre format per 12 senadors d'En Marea, Compromís-Podem, En Comú Podem, Catalunya Sí Que Es Pot i els senadors bascos de Podem. Aquest segon grup va ser rebutjat per la Mesa del Senat i els seus integrants es van incorporar al grup principal de Podem.
Esquerra Republicana de Catalunya i Democràcia i Llibertat, com que no arribaven al mínim requerit de deu senadors, van haver d'incorporar dos senadors del PSOE, temporalment, en els seus respectius grups per poder formar grup parlamentari propi.
Els diputats de Ciutadans, CC, UPN, FAC, Bildu, Geroa Bai, ASG i AHI es van incorporar al Grup Mixt.
| Grup                                        | Partits                                                          | Portaveu | Senadors |
| ------------------------------------------- | ---------------------------------------------------------------- | --- | -------- |
| Popular en el Senat                         | PP: 140 PAR: 2                                                   | José Manuel Barreiro | 142      |
| Socialista                                  | PSOE: 67 PSdeG-PSOE: 1 PSE-EE-PSOE: 1 PSC-PSOE: 1                | Óscar López Águeda | 67       |
| Podem-En Comú-Compromís-En Marea            | Podem: 17 Compromís: 2 ICV: 2 CSQP: 1 IU: 1                      | Ramón Espinar Merino | 23       |
| Català en el Senat (Democràcia i Llibertat) | CDC: 7 DC: 1                                                     | Josep Lluís Cleries i Gonzàlez | 8        |
| Esquerra Republicana                        | ERC: 8                                                           | Santiago Vidal i Marsal | 8        |
| Basc en el Senat (EAJ-PNB)                  | EAJ-PNB: 7                                                       | Jokin Bildarratz Sorrion | 7        |
| Grup Mixt                                   | C's: 3 CC: 1 UPN: 1 FAC: 1 EH Bildu: 1 Geroa Bai:1 ASG: 1 AHI: 1 | Luis Crisol María del Mar Julios Francisco Javier Yaguas Fernández Rosa María Domínguez Iñaki Goioaga Llano Ana Carmen Luján Yaiza Castilla Herrera Pablo Rodríguez Cejas | 10       |
| Total                                       |                                                                  | | 265      |

### Investidura
El 18 de gener, després de la renovació del Congrés dels Diputats, el rei va iniciar una ronda de consultes amb els representants designats pels grups polítics amb presència parlamentària, en compliment del que es disposa en l'article 99 de la Constitució. Una vegada conclosa aquesta, el divendres 22 de gener la Casa Reial va anunciar que el rei havia proposat com a candidat a la presidència del Govern al president del PP, Mariano Rajoy, per encapçalar la llista que havia aconseguit major nombre de vots en les últimes eleccions al Congrés dels Diputats. No obstant això, Rajoy va anunciar immediatament que havia declinat la proposta, al no comptar en aquest moment amb els suports necessaris per garantir la seva investidura. Per això, i sense cap votació, el rei es va veure obligat a buscar un nou candidat.
Davant la negativa de Rajoy, el 27 de gener el rei va iniciar una segona ronda de consultes. Al final d'aquesta, el dia 2 de febrer el president del Congrés, Patxi López, va anunciar en nom del rei que el nou candidat proposat era el secretari general del PSOE, Pedro Sánchez.
El dia 15 de febrer, Patxi López va anunciar que el debat i la votació d'investidura se celebrarien els dies 2 i 3 de març de 2016. En conseqüència, si fos necessari, se celebraria una segona votació el dissabte 5 de març. Atès que la Constitució estableix que han de transcórrer dos mesos des de la primera votació d'investidura fins a la dissolució de les Corts (en cas de no ser triat cap candidat), i que han de passar uns altres 54 dies des que es convoquin eleccions fins que se celebrin, la primera data possible per celebrar-se eleccions hauria sigut el dimarts 28 de juny i, per fer-les en diumenge, la data resultaria ser el diumenge 3 de juliol de 2016. El 23 de febrer, Patxi López va rectificar parcialment, avançant el debat d'investidura per als dies 1 i 2 de març, per tal de poder repetir les eleccions el diumenge 26 de juny en cas necessari.
L'1 de març va començar el debat d'investidura amb el discurs del candidat a la Presidència del Govern. Al matí del 2 de març van intervenir els grups parlamentaris per fixar la seva posició, amb resposta del candidat i les corresponents rèplica i dúplica. Immediatament després de la conclusió del debat, va tenir lloc la primera votació d'investidura. El resultat va llançar 130 vots a favor (PSOE, Ciutadans i NC), menys de la majoria absoluta requerida (176) per ser investit en primera votació, 1 abstenció (CC) i 219 vots en contra (PP, Podem, En Comù, En Marea, ERC, DiL, PNB, Compromís, IU, EH Bildu, UPN, Fòrum i 1 independent).
Quaranta-vuit hores després, el divendres 4 de març, d'acord amb l'article 99.3 de la Constitució Espanyola, Pedro Sánchez es va presentar al Congrés i sols necessitava una majoria simple. Després d'un breu debat amb els grups parlamentaris, a les 20:20 hores es va iniciar la segona votació. El resultat es va saldar amb 131 vots a favor, 219 vots en contra i cap abstenció. Tots els partits van repetir el sentit del seu vot de dos dies abans, a excepció de CC, que en aquesta ocasió va donar el seu suport al candidat.
| Candidat                                   | Data                                                   | Vot |    |    |    |    |   |   |   |   |   |   |   |   |   |   |   |   | Ind.      | Total     |
| ------------------------------------------ | ------------------------------------------------------ | --- | -- | -- | -- | -- | - | - | - | - | - | - | - | - | - | - | - | - | --------- | --------- |
|                                            | 2 de març de 2016 Majoria absoluta requerida (176/350) | Si  |    | 89 |    | 40 |   |   |   |   |   |   |   |   |   |   |   | 1 |           | 130 / 350 |
| No                                         | 2 de març de 2016 Majoria absoluta requerida (176/350) | 119 |    | 47 |    | 12 | 9 | 8 | 6 | 6 | 4 | 2 | 2 | 2 |   | 1 |   | 1 | 219 / 350 |           |
| Abs.                                       | 2 de març de 2016 Majoria absoluta requerida (176/350) |     |    |    |    |    |   |   |   |   |   |   |   |   | 1 |   |   |   | 1 / 350   |           |
| 4 de març de 2016 Majoria simple requerida | Si                                                     |     | 89 |    | 40 |    |   |   |   |   |   |   |   |   | 1 |   | 1 |   | 131 / 350 |           |
| 4 de març de 2016 Majoria simple requerida | No                                                     | 119 |    | 47 |    | 12 | 9 | 8 | 6 | 6 | 4 | 2 | 2 | 2 |   | 1 |   | 1 | 219 / 350 |           |
| 4 de març de 2016 Majoria simple requerida | Abs.                                                   |     |    |    |    |    |   |   |   |   |   |   |   |   |   |   |   |   |           |           |

Com que no va ser elegit el candidat proposat pel cap de l'Estat, el president del Congrés va anunciar el dilluns 7 de març, després d'una breu reunió amb el monarca, que aquest havia decidit donar temps als partits per buscar acords, renunciant de moment a iniciar una tercera ronda de consultes.

## Fi de legislatura
Pràcticament transcorreguts els dos mesos legalment previstos, i abans de convocar novament eleccions, els dies 25 i 26 d'abril, el Rei va realitzar la tercera ronda de consultes amb els representants dels diversos grups parlamentaris per valorar la possibilitat d'intentar una nova investidura.
Després d'aquesta tercera ronda de contactes, el 26 d'abril Felip VI va traslladar formalment al president del Congrés que no podia proposar cap candidat. El comunicat difós per la Casa Reial indica que «després de valorar la informació que li han traslladat els representants designats pels grups polítics que han comparegut en les consultes, ha constatat que no existeix un candidat que disposi dels suports necessaris perquè el Congrés dels Diputats, si s'escau, li atorgui la seva confiança».
El 3 de maig el Rei signà la dissolució de les dues Cambres i la convocatòria d'unes noves eleccions pel 26 de juny.